# Jeremy Christie
Jeremy John Christie (ur. 22 maja 1983 r. w Whangarei w Nowej Zelandii) – nowozelandzki piłkarz, reprezentant kraju grający na pozycji defensywnego pomocnika.

## Kariera piłkarska
Karierę rozpoczął w 1999 w klubie Barnsley. W 2003 przeszedł do klubu Football Kingz. W 2004 miał krótki epizod w Onehunga Sports. W tym samym roku grał w Waitakere United. W 2005 grał w New Zealand Knights. W 2006 podpisał kontrakt z Perth Glory. W 2007 podpisał dwuletni kontrakt z Wellington Phoenix. Od 2009 przez rok był piłkarzem Waitakere United. Od 2010 do 2011 reprezentował barwy amerykańskiego klubu FC Tampa Bay.

## Kariera reprezentacyjna
Karierę reprezentacyjną rozpoczął w 2005. W 2009 został powołany przez trenera Rickiego Herberta na Puchar Konfederacji 2009, gdzie reprezentacja Nowej Zelandii odpadła w fazie grupowej. 10 maja 2010 został powołany przez trenera Rickiego Herberta na MŚ 2010. W sumie w reprezentacji wystąpił w dwudziestu spotkaniach i zdobył jedną bramkę.